# Kouranko (peuple)
Pour les articles homonymes, voir Koranko.

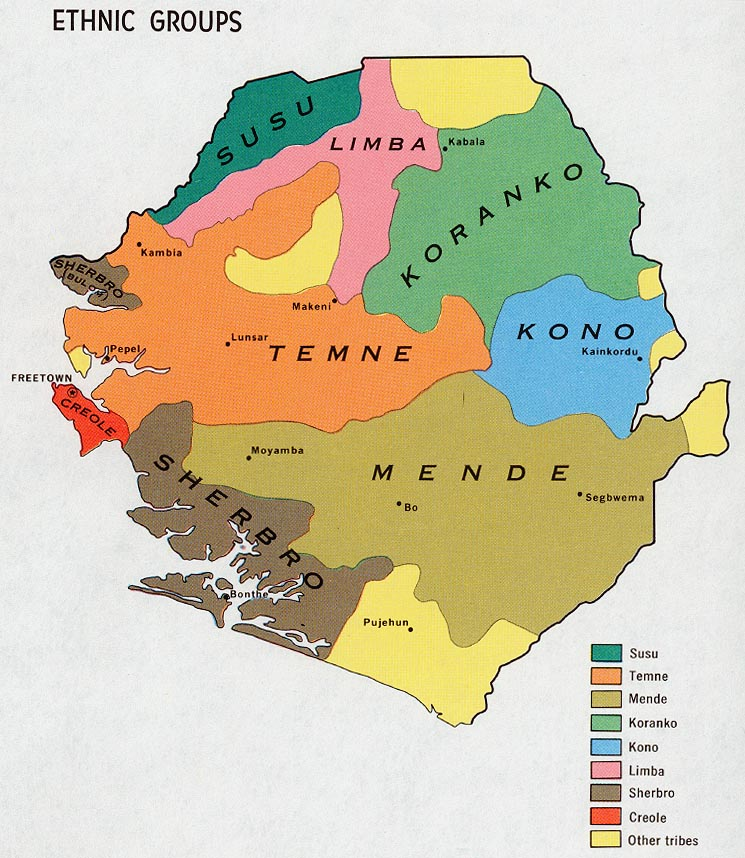
Localisation du peuple kouranko en Sierra Leone

Les Kouranko sont une population mandingue d'Afrique de l'Ouest, surtout présente en Sierra Leone dans la Province du Nord, également en Guinée dans la région de Kissidougou, ainsi qu'au Liberia.

## Ethnonymie
Selon les sources et le contexte, on observe plusieurs formes : Kolanko, Kooranko, Koranko, Kourankos, Kulanko, Kurako, Kuranke, Kuranko.

## Langues
Leur langue est le koranko, une langue mandée. Le nombre total de locuteurs de cette langue a été estimé à 323 200, dont 268 000 en Sierra Leone (2006) et 55 200 en Guinée (1991). En Sierra Leone l'anglais est également utilisé.

## Population
La plupart restent attachés aux croyances traditionnelles, mais un tiers d'entre eux sont musulmans.

## Culture

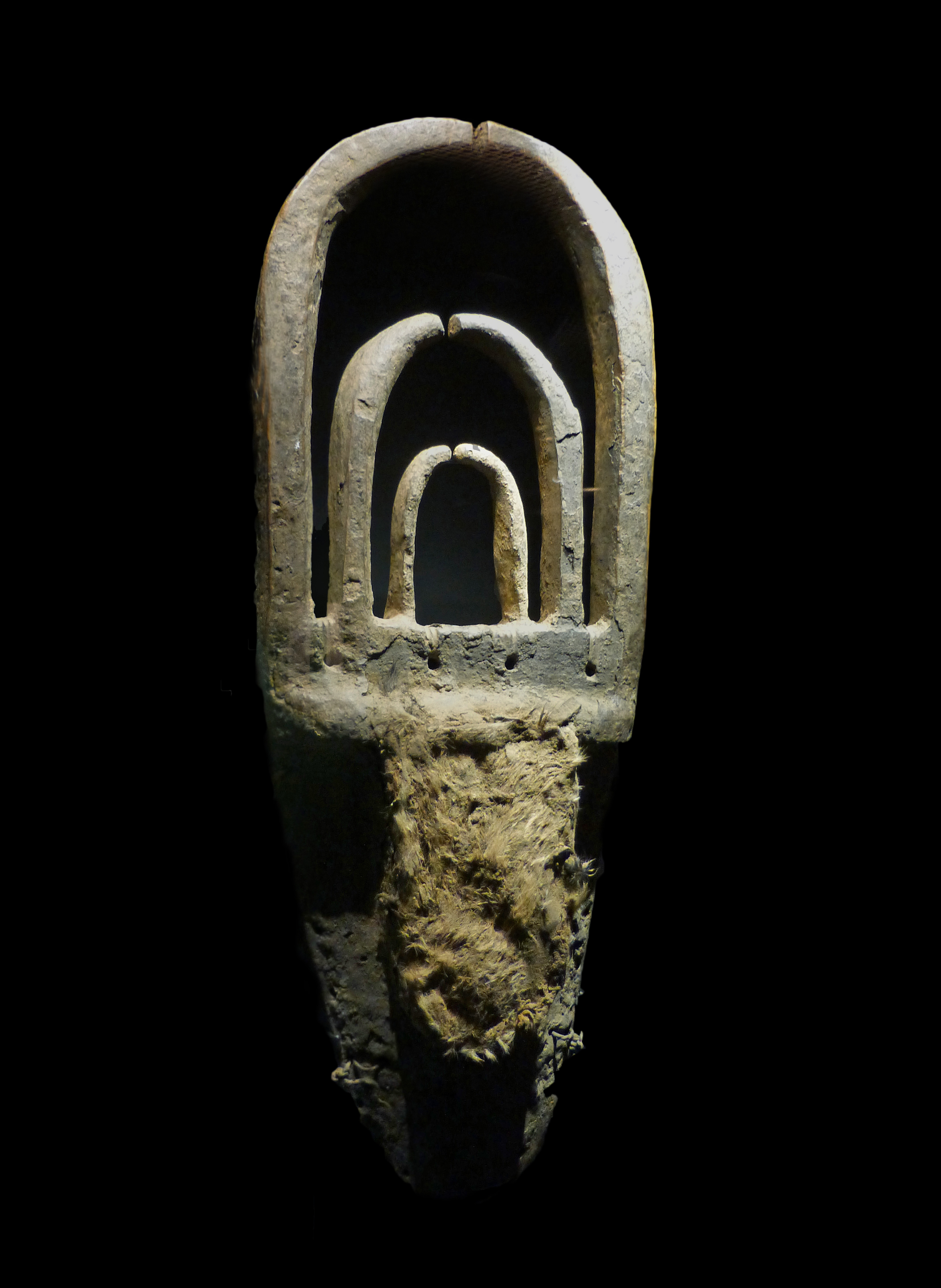
Masque autel (Liberia)
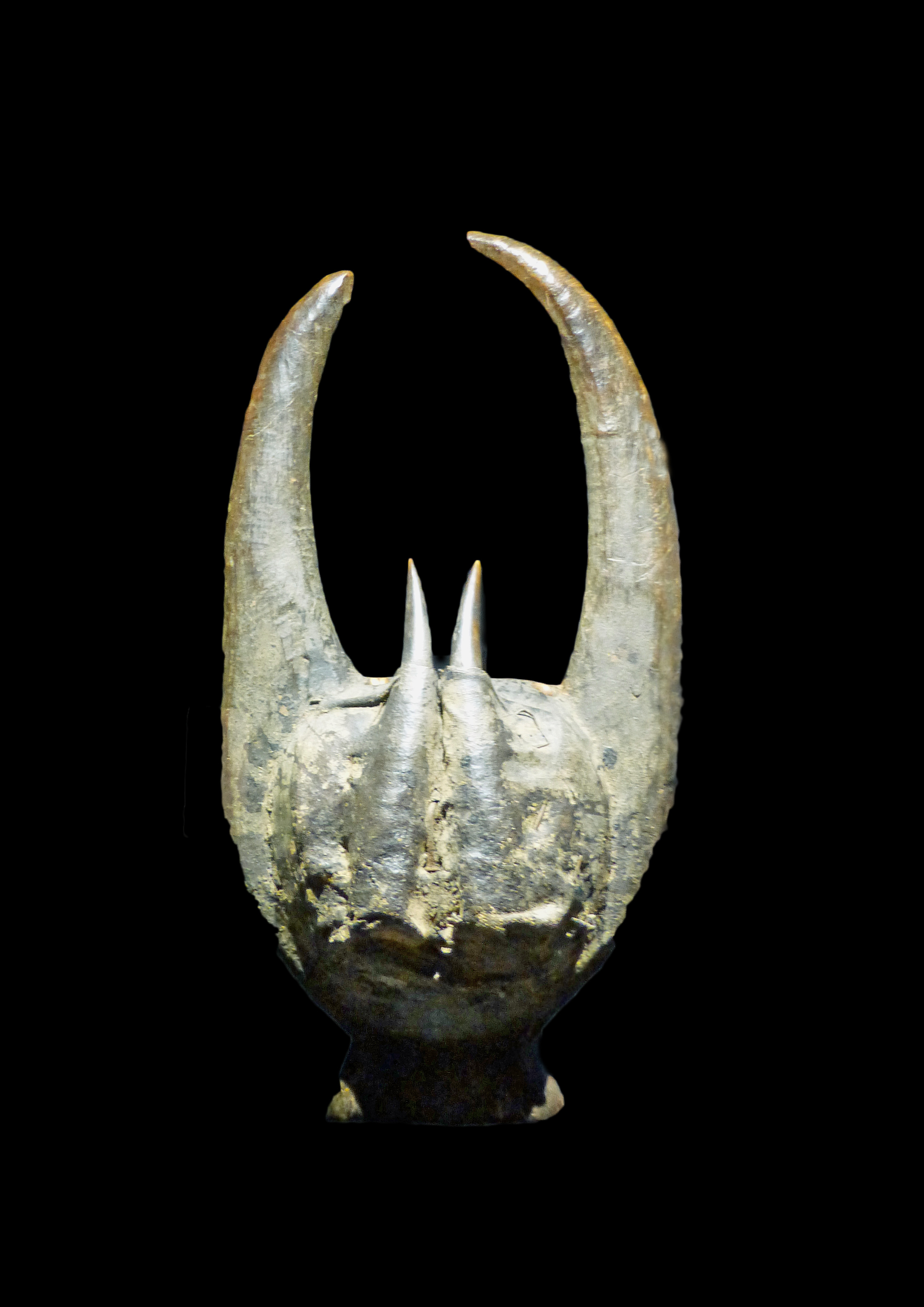
Masque (Liberia)
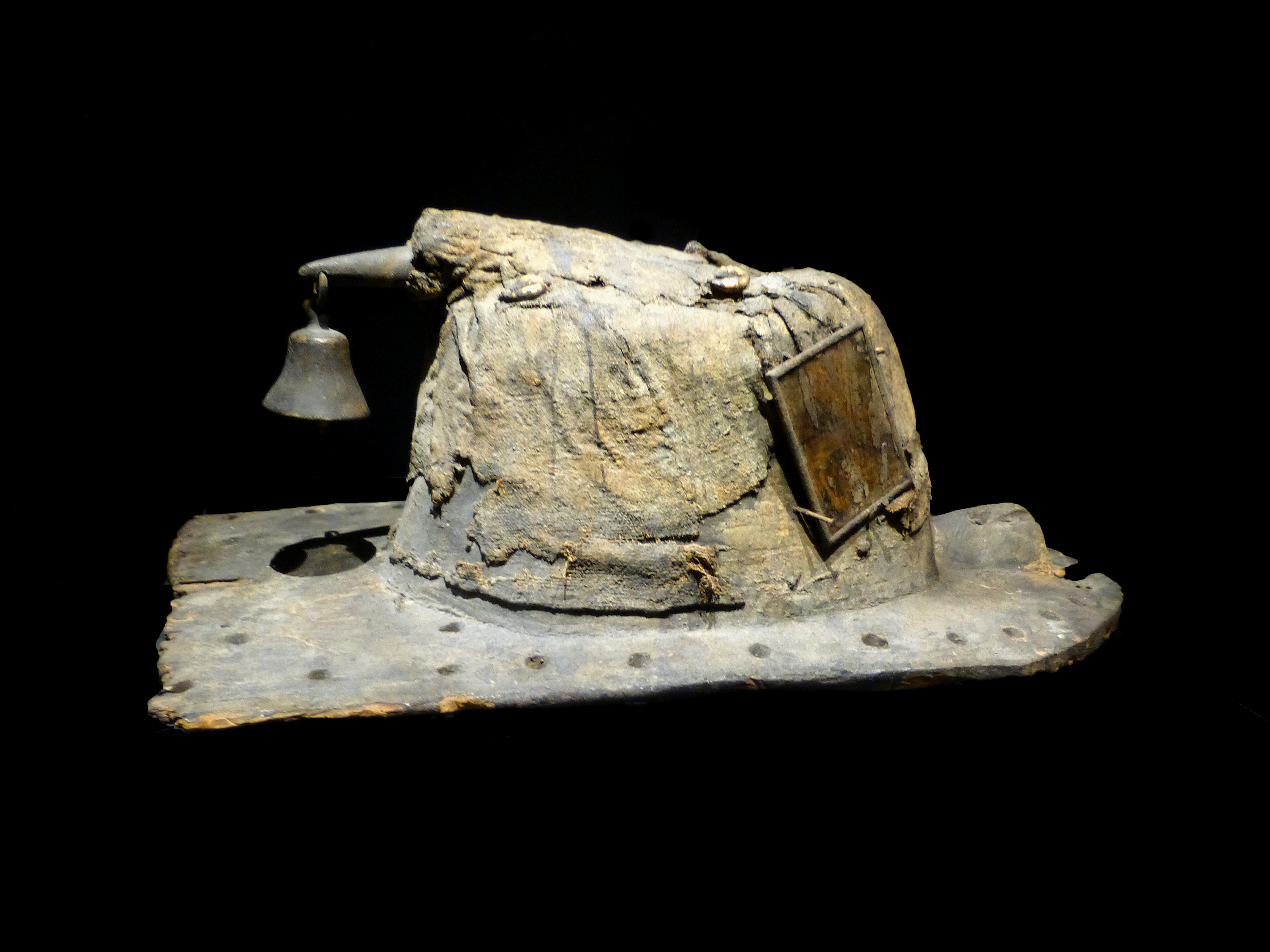
Masque autel (Guinée)
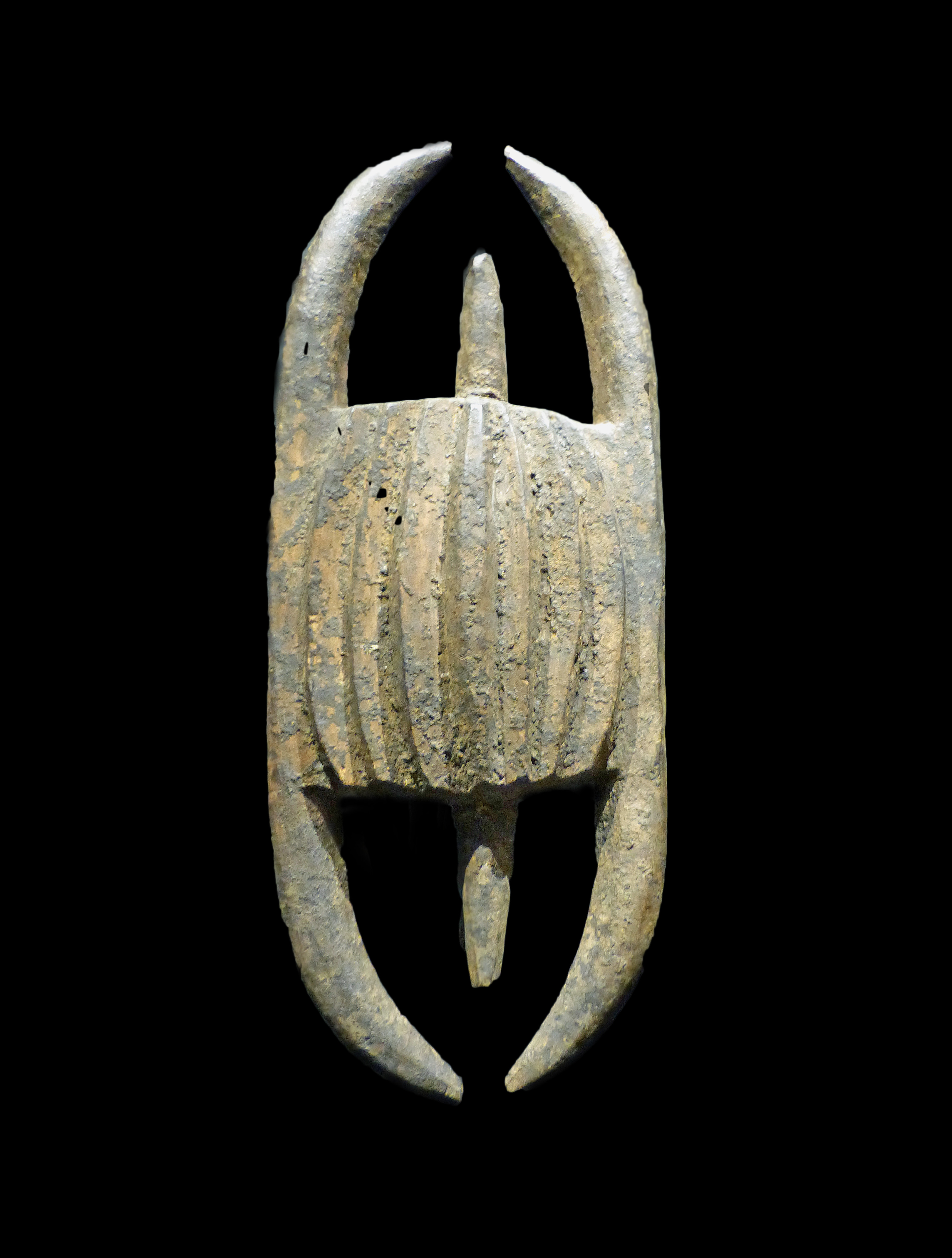
Masque (Guinée)